# Kanton Montereau-Fault-Yonne
Kanton Montereau-Fault-Yonne is een kanton van het Franse departement Seine-et-Marne. Het kanton maakt deel uit van de arrondissementen Provins en Fontainebleau. Het heeft een oppervlakte van 271,94 km² en telt 67 876 inwoners in 2017, dat is een dichtheid van 250 inwoners/km². 

## Gemeenten
Het kanton Montereau-Fault-Yonne omvatte tot 2014 de volgende 14 gemeenten:
- Barbey
- La Brosse-Montceaux
- Cannes-Écluse
- Courcelles-en-Bassée
- Esmans
- Forges
- La Grande-Paroisse
- Laval-en-Brie
- Marolles-sur-Seine
- Misy-sur-Yonne
- Montereau-Fault-Yonne (hoofdplaats)
- Saint-Germain-Laval
- Salins
- Varennes-sur-Seine

Bij de herindeling van de kantons door het decreet van 18 februari 2014, met uitwerking in maart 2015, werden er 11 gemeenten aan het kanton toegevoegd. 

Door opeenvolgende fusies op 1 januari 2015, 1 januari 2016 en 1 januari 2017 zijn de gemeenten Ecuelles, Moret-sur-Loing, Épisy, Montarlot en Veneux-les-Sablons samengevoegd tot de fusiegemeente (commune nouvelle) Moret-Loing-et-Orvanne. Sindsdien omvat het kanton nog volgende 21 gemeenten: 
- Barbey
- La Brosse-Montceaux
- Cannes-Écluse
- Champagne-sur-Seine
- Courcelles-en-Bassée
- Esmans
- Forges
- La Grande-Paroisse
- Laval-en-Brie
- Marolles-sur-Seine
- Misy-sur-Yonne
- Montereau-Fault-Yonne (hoofdplaats)
- Moret-Loing-et-Orvanne
- Saint-Germain-Laval
- Saint-Mammès
- Salins
- Thomery
- Varennes-sur-Seine
- Vernou-la-Celle-sur-Seine
- Villecerf
- Ville-Saint-Jacques